# Combinació (indumentària)

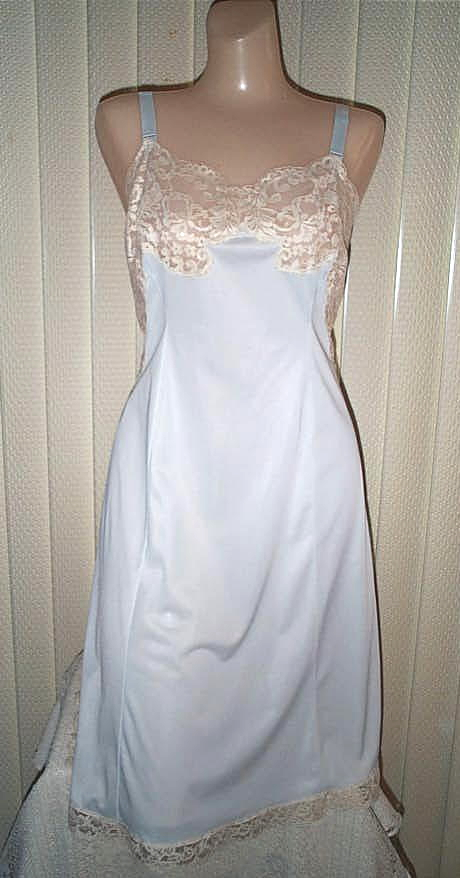
Una combinació curta

La combinació és una peça de roba interior femenina que cobreix tot el cos, amb forma de vestit molt simple, amb tirants i amb caient recte però ample, perquè sigui còmoda. Generalment la combinació és feta d'algun teixit suau i lliscós, típicament seda, setí, ras, niló o viscosa. Alguns models duen sostenidor incorporat.
El nom de combinació prové del fet que aquesta peça combina les funcions de camisola i d'enagos. El català combinació equival a l'anglès combination slip; al castellà combinación; al francès combinaison o fond de robe; etc. Les equivalències, però, no sempre són exactes; per exemple, en castellà es fan servir dues paraules combinación i "viso" que, en el fons no tenen un mateix significat.
Una funció de la combinació és evitar que el vestit, o el conjunt de faldilla, s'enganxi a les cames, o bé a les mitges o pantis (a causa de l'electricitat estàtica, per exemple); també evitar que molesti o fregui al contacte amb la pell de portadora (cosa que poden causar certs teixits, però també costures, brodats, etc.).
Una altra funció principal de la combinació és evitar el fred i la calor, ja que, en ser una capa de roba més, es creen més cambres d'aire que prevenen que la temperatura del cos canviï respecte a l'exterior. En el cas concret de la calor, la combinació també salvaguarda l'aspecte de la roba exterior enfront de la humitat corporal i la transpiració. 
Tercerament, la combinació evita que es transparentin la pell o les peces íntimes quan es porta roba exterior prima o amb blondes, puntes, brodat anglès, transparències o teixits translúcids; i fins i tot quan es porta roba exterior de teixits que, com el lli o el cotó, en principi no són transparents, però poden ser-ho si el sol hi incideix directament per darrere.
Com altres peces íntimes femenines, la combinació pot dur ornaments per coqueteria, com, per exemple, estampats, i potser blondes o llacets a les vores.
Com succeeix amb la cotilla i el cancan, a finals del segle XX aquesta peça de roba, fins aleshores considerada interior, ha esdevingut també una peça de roba visible: de vegades amb vestits amb grans forats, o de malla, per sobre, per tal que es vegi bé la combinació; o en altres ocasions la combinació mateixa, en versions més polides, presentades com a vestit de nit (de vegades anomenats vestits de llenceria) [?], o portades al dia a dia amb un jersei de llana, per exemple, i botes, o contrastant amb peces de cuir. Aquest darrer conjunt de tres peces és el context en què s'ha popularitzat més la combinació com a peça exterior.
No s'ha de confondre la combinació amb la peça coneguda com a enagos o viso, la qual cobreix tan sols de la cintura cap avall.
Una altra peça de roba interior femenina emparentada amb la combinació pròpiament dita és la faixa combinació.

## Tipus de combinació
La combinació pot ser curta o llarga, segons si arriba més o menys fins al genoll o aproximadament fins als turmells. En tot cas, s'intenta que la llargada sigui aproximadament la de la faldilla, sense sobrepassar-la (cosa que es considera summament antiestètica).
Finalment, hi ha vestits que tenen combinació pròpia incorporada, cosida en general amb uns punts sobre les espatlles.